# Observatorul Midi-Pyrénées

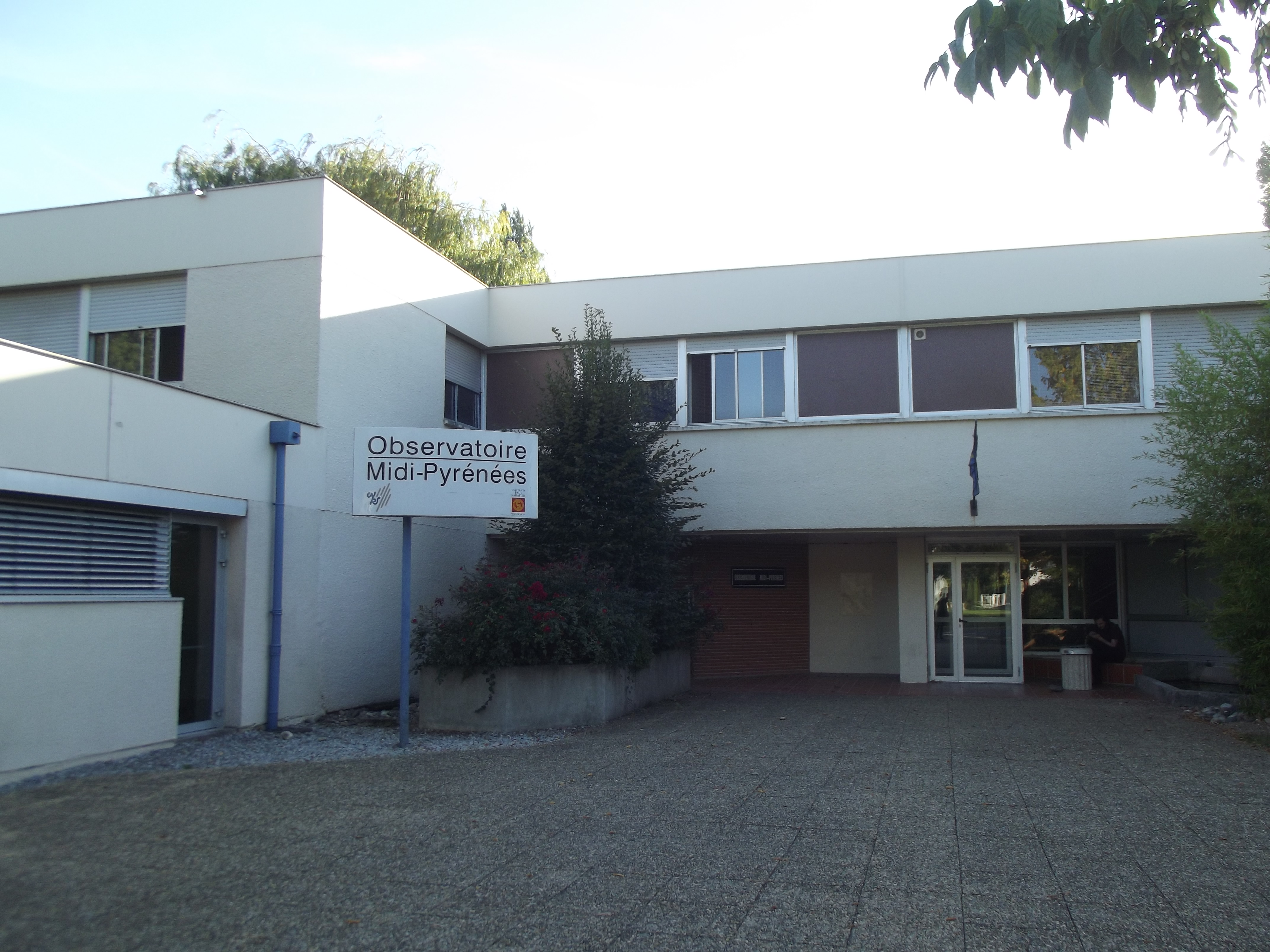
Intrarea în Observatorul Midi-Pyrénées

Observatorul Midi-Pyrénées (în franceză: Observatoire Midi-Pyrénées, prescurtat: OMP) este un Observator al Științelor Universului (OSU) și o școală internă (componentă derogatorie) a Universității Toulouse III - Paul Sabatier (UPS). Formează federația laboratoarelor de științe ale Universului, planetei și ale mediului înconjurător al UPS și constituie nucleul Polului său: „Univers, Planetă, Spațiu, Mediu înconjurător” (în franceză: „Univers, Planète, Espace, Environnement”) (UPEE).
Domeniile de cercetare ale Observatorului Midi-Pyrénées sunt astrofizica și planetologia, Pământul intern, straturile externe: oceanul, atmosfera, ghețurile și climatul, suprafețele și interfețele continentale și ecologia funcțională. Aceste cercetări, care acoperă și un vast câmp științific mergând de la studiul Big Bang-ului și Universului îndepărtat  până la cel al funcționării actuale a diferitelor straturi  ale planetei noastre, sunt conduse prin angajări cuplând observatoare spațiale aeropurtate și in situ, dezvoltare instrumentală, experimentare, analize de laborator, simulări digitale și pregătiri teoretice.

## Unități de cercetare
- Telescopul Bernard Lyot
- Institut de recherche en astrophysique et planétologie (IRAP)[1] (în română: „Institutul de Cercetări de Astrofizică și Planetologie”)
- Laboratorul de Aerologie (LA)[2]
- Laboratoire Géosciences Environnement Toulouse (GET)[3] (în română: „Laboratorul de Geoștiințe Mediul Înconjurător Toulouse”)
- Laboratoire d'études en géophysique et océanographie spatiales (LEGOS)[4]  (în română: „Laboratorul de Studii de Geofizică și Oceanografie Spațiale”)
- Centrul de Studii Spațiale ale Biosferei (CESBIO) [5]
- Laboratorul de Ecologie Funcțională (EcoLab)[6]